# Ally McBeal
Ally McBeal este un serial tv american produs de David E. Kelley și difuzat în Statele Unite de către rețeaua FOX între anii 1997 și 2002. A fost unul dintre cele mai populare seriale de comedie în anii 1997. Din distribuție au făcut parte actori ca: Vicki Lawrence, Calista Flockhart, Courtney Thorne Smith, Greg Germann, Lisa Nicole Carson, Jane Krakowski, Vonda Shepard, Portia de Rossi, Kyle MacLachlan și Lucy Liu.
Ally McBeal este numele personajului interpretat de actrița Calista Flockhart.